# 福井美惠子
福井美惠子（日语：／ Fukui Mieko，1956年12月3日—1980年11月30日），日本女子篮球运动员。她曾随日本国家队参加了1976年夏季奥林匹克运动会女子篮球比赛，最终队伍获得第五名。